# Gmina Karlebo
Gmina Karlebo (duń. Karlebo Kommune) – jedna z gmin w Danii w okręgu Frederiksborg Amt. Siedzibą władz gminy jest Kokkedal. Gmina Karlebo została utworzona 1 kwietnia 1970 na mocy reformy podziału administracyjnego Danii. Kolejna reforma odbyła się w roku 2007.

## Dane liczbowe
- Liczba ludności: (♀ 9316 + ♂ 9 847) = 19 163
  - wiek 0-6: 9,6%
  - wiek 7-16: 15,0%
  - wiek 17-66: 65,9%
  - wiek 67+: 9,5%
- zagęszczenie ludności: 479,1 osób/km² (2004)
- bezrobocie: 3,4% osób w wieku 17-66 lat
- cudzoziemcy z UE, Skandynawii i USA: 242 na 10 000 osób
- cudzoziemcy z krajów Trzeciego Świata: 633 na 10 000 osób
- liczba szkół podstawowych: 5 (liczba klas: 109)